# ساموئل ریچاردسون
ساموئل ریچاردسون (به انگلیسی: Samuel Richardson) (زاده ۱۹ اوت میلادی ۱۶۸۹ – ۴ ژوئیه ۱۷۶۱ میلادی) از رمان‌نویسان معروف انگلستان است.
ریچاردسون پدر رمان تحلیلی در انگلستان شناخته شده و داستان‌نویسی انگلیسی را به طرزی که امروزه معمول است، پایه‌گذاری نموده‌است.

## زندگی
ریچاردسون از خانواده‌ای با نه فرزند بود. او احتمالاً در سال ۱۶۸۹ در مک ورث در داربی‌شر انگلستان به دنیا آمد. مادرش در کودکی هردو والدین خود را از دست داده بود. ریچاردسون محل دقیق تولدش را چندان آشکار نمی‌نمود اما بنظر می‌رشد که او در کودکی در فقر زندگی می‌کرده‌است.
ریچاردسون، ابتدا به کارآموزی در یک چاپ‌خانه مشغول شد و علاوه بر فراگیری فنون چاپ و تصحیح نمونه‌های کتاب، با مطالعات فراوان بر وسعت فکر و اطلاعات خود افزود. ریچاردسون از ۲۰ سالگی به نویسندگی روی آورد.
استعداد و عملکرد پدر ساموئل او را به جیمز اسکات دوک اول مان موث نزدیک کرد، اما بعد از مرگ اسکات خانواده ساموئل مجبور به ترک لندن شدند. بعد از مدتی خانواده ساموئل به لندن بازگشتند و ساموئل توانست به تحصیلات خود ادامه دهد. بهر حال خانواده ساموئل قادر به ادامه تأمین هزینه تحصیل او نشدند و ساموئل مجبور شد شغل پدر در چاپ را دنبال کند.
در نوامبر ۱۷۲۱ ساموئل با مارتا وایلد، دختر کارفرمای سابقش ازدواج کرد.

## آثار
نخستین اثر وی کتاب تأثربرانگیز کلاریس هارلو می‌باشد. ژان ژاک روسو دربارهٔ کلاریس هارلو گفته‌است که تاکنون در هیچ زمانی کتابی مانند کلاریس یا شبیه آن نوشته نشده‌است. وی با انتشار کتاب طویل پاملا در ۴ جلد به شهرت فراوانی رسید که بنیان‌گذار سبک رئالیستی بود. پیروزی این اثر چنان قاطع و قابل توجه بود که هر کس آن را نخوانده بود، به بی‌ذوقی و رکود ذهن متهم می‌گشت.
او در سال‌های بعد کتاب سرگذشت بانویی جوان در ۷ جلد و تاریخ سرچارلز گرندیزن را در ۷ جلد نگاشت که این دو کتاب نیز موفقیت زیادی به دست آوردند. وی از آن پس از داستان‌نویسی دست برداشت و به جمع‌آوری قطعه‌های برگزیده‌ای از کتاب‌هایش پرداخت که شامل کلمات قصار و عبارت‌های حکیمانه و اخلاقی بود. شهرت ریچاردسون طی سال‌های بعد به خارج از انگلستان کشیده شد و الهام‌بخش بسیاری از نویسندگان اروپا گشت.